# Trophagen
Trophagen ist ein Ortsteil der Stadt Lemgo im Kreis Lippe in Nordrhein-Westfalen. 

## Geschichte

### Ortsname
Trophagen wurde 1386 als Traphaghen erstmals schriftlich erwähnt.

Folgende Schreibweisen sind ebenfalls belegt: Trophagen (1432, 1620 und ab 1758), Traphagen (1467 im Landschatzregister, 1617 im Salbuch, 1666 im Lügder Bürgerbuch und 1708), Traphaigen (1488, im Landschatzregister), Traphagenn (1535), Tröphagen (1680).

### 20. Jahrhundert
Bis zur Eingemeindung nach dem Lemgo-Gesetz am 1. Januar 1970 war Trophagen eine selbstständige Gemeinde im Kreis Detmold. Dieser wurde am 1. Januar 1973 aufgelöst und mit dem Kreis Lemgo zum Kreis Lippe zusammengeschlossen.